# کایتانکا
کایتانکا (به لهستانی:  Kajetanka) یک روستا در لهستان است که در گمینا یانوف پودلاسکی واقع شده‌است. کایتانکا  ۸ نفر جمعیت دارد.